# Boby-Kolonia
Boby-Kolonia (dawn. Boby) – kolonia w Polsce położona w województwie lubelskim, w powiecie kraśnickim, w gminie Urzędów.
W latach 1975–1998 miejscowość administracyjnie należała do ówczesnego województwa lubelskiego.
Wieś stanowi sołectwo gminy Urzędów.

## Części wsi
| SIMC    | Nazwa     | Rodzaj        |
| ------- | --------- | ------------- |
| 1027254 | Gorzelnia | część kolonii |
| 1027260 | Kamionka  | część kolonii |